# Lijst van voetbalinterlands Singapore - Zuid-Korea
Deze lijst van voetbalinterlands is een overzicht van alle officiële voetbalwedstrijden tussen de nationale teams van Singapore en Zuid-Korea. De Aziatische landen speelden tot op heden 37 keer tegen elkaar. De eerste ontmoeting, een vriendschappelijke wedstrijd, werd gespeel in Hongkong op 11 april 1953. Het laatste duel, een kwalificatiewedstrijd voor het Wereldkampioenschap voetbal 2026, vond plaats op 6 juni 2024 in Singapore.

## Wedstrijden
| №  | Plaats       | Datum             | Competitie             | Wedstrijd              | Uitslag |
| -- | ------------ | ----------------- | ---------------------- | ---------------------- | ------- |
| 1  | Hongkong     | 11 april 1953     | Vriendschappelijk      | Zuid-Korea − Singapore | 3 − 2   |
| 2  | Singapore    | 14 april 1953     | Vriendschappelijk      | Zuid-Korea − Singapore | 1 − 3   |
| 3  | Singapore    | 15 april 1953     | Vriendschappelijk      | Zuid-Korea − Singapore | 3 − 1   |
| 4  | Singapore    | 17 april 1953     | Vriendschappelijk      | Zuid-Korea − Singapore | 0 − 0   |
| 5  | Tokio        | 26 mei 1958       | Aziatische Spelen 1958 | Zuid-Korea − Singapore | 2 − 1   |
| 6  | Kuala Lumpur | 2 september 1959  | Vriendschappelijk      | Zuid-Korea − Singapore | 4 − 1   |
| 7  | Singapore    | 13 september 1959 | Vriendschappelijk      | Singapore − Zuid-Korea | 0 − 4   |
| 8  | Kuala Lumpur | 11 augustus 1960  | Vriendschappelijk      | Zuid-Korea − Singapore | 3 − 3   |
| 9  | Kuala Lumpur | 6 augustus 1961   | Vriendschappelijk      | Zuid-Korea − Singapore | 0 − 1   |
| 10 | Kuala Lumpur | 15 september 1962 | Vriendschappelijk      | Zuid-Korea − Singapore | 2 − 0   |
| 11 | Kuala Lumpur | 20 augustus 1967  | Vriendschappelijk      | Zuid-Korea − Singapore | 3 − 0   |
| 12 | Kuala Lumpur | 10 augustus 1968  | Vriendschappelijk      | Zuid-Korea − Singapore | 3 − 2   |
| 13 | Singapore    | 27 augustus 1968  | Vriendschappelijk      | Singapore − Zuid-Korea | 4 − 3   |
| 14 | Kuala Lumpur | 4 augustus 1970   | Vriendschappelijk      | Zuid-Korea − Singapore | 4 − 0   |
| 15 | Bangkok      | 16 november 1970  | Vriendschappelijk      | Zuid-Korea − Singapore | 4 − 0   |
| 16 | Singapore    | 28 augustus 1971  | Vriendschappelijk      | Zuid-Korea − Singapore | 4 − 1   |
| 17 | Jakarta      | 5 juni 1972       | Vriendschappelijk      | Zuid-Korea − Singapore | 3 − 0   |
| 18 | Kuala Lumpur | 31 juli 1972      | Vriendschappelijk      | Zuid-Korea − Singapore | 4 − 1   |
| 19 | Bangkok      | 24 november 1972  | Vriendschappelijk      | Zuid-Korea − Singapore | 2 − 0   |
| 20 | Bangkok      | 28 november 1972  | Vriendschappelijk      | Zuid-Korea − Singapore | 0 − 0   |
| 21 | Kuala Lumpur | 28 juli 1974      | Vriendschappelijk      | Zuid-Korea − Singapore | 1 − 0   |
| 22 | Bangkok      | 30 december 1975  | Vriendschappelijk      | Zuid-Korea − Singapore | 5 − 0   |
| 23 | Seoel        | 17 september 1976 | Vriendschappelijk      | Zuid-Korea − Singapore | 7 − 0   |
| 24 | Bangkok      | 17 december 1976  | Vriendschappelijk      | Zuid-Korea − Singapore | 4 − 0   |
| 25 | Singapore    | 14 februari 1977  | Vriendschappelijk      | Singapore − Zuid-Korea | 0 − 4   |
| 26 | Bangkok      | 7 november 1977   | Vriendschappelijk      | Singapore − Zuid-Korea | 0 − 3   |
| 27 | Jakarta      | 14 juni 1978      | Vriendschappelijk      | Singapore − Zuid-Korea | 1 − 3   |
| 28 | Kuala Lumpur | 14 juli 1978      | Vriendschappelijk      | Zuid-Korea − Singapore | 2 − 0   |
| 29 | Singapore    | 9 september 1980  | Vriendschappelijk      | Singapore − Zuid-Korea | 0 − 2   |
| 30 | Bangkok      | 25 november 1980  | Vriendschappelijk      | Zuid-Korea − Singapore | 3 − 1   |
| 31 | Kuala Lumpur | 4 september 1981  | Vriendschappelijk      | Zuid-Korea − Singapore | 2 − 0   |
| 32 | Singapore    | 10 oktober 1982   | Vriendschappelijk      | Singapore − Zuid-Korea | 0 − 2   |
| 33 | Seoel        | 23 mei 1989       | WK 1990 kwalificatie   | Zuid-Korea − Singapore | 3 − 0   |
| 34 | Singapore    | 7 juni 1989       | WK 1990 kwalificatie   | Singapore − Zuid-Korea | 0 − 3   |
| 35 | Beijing      | 23 september 1990 | Aziatische Spelen 1990 | Zuid-Korea − Singapore | 7 − 0   |
| 36 | Seoel        | 16 november 2023  | WK 2026 kwalificatie   | Zuid-Korea − Singapore | 5 − 0   |
| 37 | Singapore    | 6 juni 2024       | WK 2026 kwalificatie   | Singapore − Zuid-Korea | 0 − 7   |

## Samenvatting
| Competitie        | Totaal gespeeld | Winst Singapore | Gelijk | Winst Zuid-Korea | Doelsaldo Singapore – Zuid-Korea |
| ----------------- | --------------- | --------------- | ------ | ---------------- | -------------------------------- |
| WK-kwalificatie   | 4               | 0               | 0      | 4                | 0 − 18                           |
| Aziatische Spelen | 2               | 0               | 0      | 2                | 1 − 9                            |
| Vriendschappelijk | 31              | 3               | 3      | 25               | 21 − 89                          |
| Totaal            | 37              | 3               | 3      | 31               | 22 − 116                         |

FAS · 
Lijst van A-internationals · 
Singaporees vrouwenelftal
1960 – 1969 ·
1970 – 1979 ·
1980 – 1989 ·
1990 – 1999 ·
2000 – 2009 ·
2010 – 2019
Afghanistan ·
Argentinië ·
Australië · 
Azerbeidzjan · 
Bahrein · 
Bangladesh · 
Brunei · 
Cambodja · 
Canada · 
China · 
Denemarken · 
Fiji ·
Filipijnen · 
Finland · 
Ghana · 
Guam ·
Hongkong · 
India · 
Indonesië · 
Irak · 
Iran · 
Israël · 
Japan · 
Jemen ·
Jordanië · 
Kazachstan · 
Kirgizië · 
Koeweit · 
Laos · 
Libanon · 
Macau · 
Malediven · 
Maleisië · 
Mauritius ·
Mongolië · 
Myanmar · 
Nepal · 
Nieuw-Zeeland · 
Noord-Korea · 
Noorwegen · 
Oezbekistan · 
Oman · 
Oost-Timor · 
Pakistan · 
Palestina · 
Papoea-Nieuw-Guinea ·
Polen · 
Qatar ·
Salomonseilanden · 
Saoedi-Arabië · 
Sri Lanka · 
Syrië · 
Tadzjikistan · 
Taiwan · 
Thailand · 
Turkmenistan · 
Uruguay · 
Verenigde Arabische Emiraten · 
Vietnam · 
Zuid-Korea · 
Zuid-Vietnam · 
Zweden
KFA · A-internationals · Selecties · Bondscoaches · Zuid-Koreaans vrouwenelftal · Olympisch elftal · Zuid-Korea U21 · Zuid-Korea U20 · Zuid-Korea U19 · Zuid-Korea U18 · Zuid-Korea U17
1940 – 1949 ·
1950 – 1959 ·
1960 – 1969 ·
1970 – 1979 ·
1980 – 1989 ·
1990 – 1999 ·
2000 – 2009 ·
2010 – 2019 ·
2020 − 2029
WK 1954 · 
WK 1986 · 
WK 1990 · 
WK 1994 · 
WK 1998 · 
WK 2002 · 
WK 2006 · 
WK 2010 · 
WK 2014 · 
WK 2018
OS 1948 ·
OS 1964 ·
OS 1988 ·
OS 1992 ·
OS 1996 ·
OS 2000 ·
OS 2004 ·
OS 2008 ·
OS 2012 ·
OS 2016 ·
OS 2020
1948 ·
1949 ·
1950 · 
1951 · 1952 · 
1953 · 
1954 · 
1955 · 
1956 · 
1957 · 
1958 · 
1959 ·
1960 · 
1961 · 
1962 · 
1963 · 
1964 · 
1965 · 
1966 · 
1967 · 
1968 · 
1969 ·
1970 · 
1971 · 
1972 · 
1973 · 
1974 · 
1975 · 
1976 · 
1977 · 
1978 · 
1979 ·
1980 · 
1981 · 
1982 · 
1983 · 
1984 · 
1985 · 
1986 · 
1987 · 
1988 · 
1989 ·
1990 ·
1991 · 
1992 · 
1993 · 
1994 · 
1995 · 
1996 · 
1997 · 
1998 · 
1999 · 
2000 · 
2001 · 
2002 · 
2003 · 
2004 · 
2005 · 
2006 · 
2007 · 
2008 · 
2009 · 
2010 · 
2011 ·
2012 ·
2013 ·
2014 ·
2015 ·
2016 ·
2017 ·
2018 ·
2019 ·
2020 ·
2021 ·
2022 ·
2023 ·
2024
Afghanistan ·
Algerije ·
Angola ·
Argentinië ·
Australië ·
Bahrein ·
Bangladesh ·
België ·
Bolivia ·
Bosnië en Herzegovina ·
Brazilië ·
Brunei ·
Bulgarije ·
Burkina Faso ·
Cambodja ·
Canada ·
Chili ·
China ·
Colombia ·
Costa Rica ·
Cuba ·
Denemarken ·
Duitsland ·
Ecuador ·
Egypte ·
El Salvador ·
Engeland ·
Filipijnen ·
Finland ·
Frankrijk ·
Georgië ·
Ghana ·
Griekenland ·
Guam ·
Guatemala ·
Haïti ·
Honduras ·
Hongarije ·
Hongkong ·
IJsland ·
India ·
Indonesië ·
Irak ·
Iran ·
Israël ·
Italië ·
Ivoorkust ·
Jamaica ·
Japan ·
Jemen ·
Joegoslavië ·
Jordanië ·
Kameroen ·
Kazachstan ·
Kenia ·
Kirgizië ·
Koeweit ·
Kroatië ·
Laos ·
Letland ·
Libanon ·
Libië ·
Luxemburg ·
Macau ·
Malediven ·
Maleisië ·
Mali ·
Malta ·
Marokko ·
Mexico ·
Moldavië ·
Mongolië ·
Myanmar ·
Nederland ·
Nepal ·
Nieuw-Zeeland ·
Nigeria ·
Noord-Ierland ·
Noord-Korea ·
Noord-Macedonië ·
Noorwegen ·
Oekraïne ·
Oezbekistan ·
Oman ·
Pakistan ·
Palestina ·
Panama ·
Paraguay ·
Peru ·
Polen ·
Portugal ·
Qatar ·
Roemenië ·
Rusland ·
Saoedi-Arabië ·
Schotland ·
Senegal ·
Servië ·
Servië en Montenegro ·
Singapore ·
Slowakije ·
Soedan ·
Spanje ·
Sri Lanka ·
Syrië ·
Tadzjikistan ·
Taiwan ·
Thailand ·
Togo ·
Trinidad en Tobago ·
Tsjechië ·
Tunesië ·
Turkije ·
Turkmenistan ·
Uruguay ·
Venezuela ·
Verenigde Arabische Emiraten ·
Verenigde Staten ·
Vietnam ·
Wales ·
Wit-Rusland ·
Zambia ·
Zuid-Jemen ·
Zuid-Vietnam ·
Zweden ·
Zwitserland
Algerije (2014) · 
Australië (2015, 2) ·
België (2014) · 
Duitsland (2018) · 
Frankrijk (2006) · 
Griekenland (2010) ·
Mexico (2018) ·
Nigeria (2010) · 
Portugal (2022) · 
Rusland (2014) · 
Togo (2006) · 
Zweden (2018) ·
Zwitserland (2006)